# Nemoria acutularia
Nemoria acutularia är en fjärilsart som beskrevs av William Schaus 1912. Nemoria acutularia ingår i släktet Nemoria och familjen mätare. Inga underarter finns listade i Catalogue of Life.